# 二碘酪氨酸
二碘酪氨酸（DIT）是生产甲状腺激素的前体物质，并在单碘酪氨酸在苯环另一个间位碘化的产物。

## 功能
DIT是酶甲状腺过氧化物酶的调节剂，该酶于生成甲状腺激素有关。
三碘甲状腺原氨酸的形成，是通过二碘酪氨酸与单碘酪氨酸反应结合形成的。
两分子的DIT结合可形成甲状腺素（'T4'和'T3'）。